# Cristiano Zanetti
Cristiano Zanetti (* 10. dubna 1977 Carrara) je italský fotbalový trenér a bývalý fotbalový záložník.

## Klubová kariéra
Vyrůstal v mládežnických týmech ve Fiorentině. První utkání mezi dospělé odehrál v sezoně 1994/95. V následující sezoně byl členém fialek, ale odehrál jen dva zápasy. I tak vyhrál s klubem svou první trofej a to italský pohár. Poté dvě sezony hrál na hostování, nejprve v Benátkách a posléze v Reggianě. V roce 1998 jej koupil Inter a ten jej obratem poslal na hostování do Cagliari.
Od roku 1999 byl hráčem Říma, který jej koupil. V sezoně 2000/01 vyhrál poprvé titul v lize. Po této vydařené sezoně jej Inter koupil zpět a stal se tak na pět sezon důležitým členem sestavy. Za Nerazzurri odehrál celkem 146 utkání a vstřelil tři branky. Vyhrál jeden titul (2005/06) a dva italské poháry (2004/05, 2005/06) i jeden italský superpohár (2005).
V roce 2006 odešel zadarmo do Juventusu, který hrál ve druhé lize. Po jedné sezoně jim pomohl zpět do nejvyšší ligy a v sezoně další již hrál za starou dámu i LM. Kvůli zranění sezonu 2008/09 neodehrál celou.
Do Fiorentiny odešel v roce 2009. Vrátil se do klubu, který jej vychoval. Odehrál zde jeden a půl sezony. V lednu 2011 odešel do Brescie za kterou hrál rok. V lednu 2012 rozvázal s klubem smlouvu a ukončil fotbalovou kariéru.

## Přestupy
- z Řím do Inter za 11 000 000 Euro
- z Inter do Juventus zadarmo
- z Juventus do Fiorentina za 2 000 000 Euro

## Hráčská statistika
| Sezóna  | Klub       | Liga    | Liga   | Liga | Ligové poháry | Ligové poháry | Ligové poháry | Kontinentální poháry | Kontinentální poháry | Kontinentální poháry | Celkem | Celkem |
| Sezóna  | Klub       | Soutěž  | Zápasy | Góly | Soutěž        | Zápasy        | Góly          | Soutěž               | Zápasy               | Góly                 | Zápasy | Góly   |
| ------- | ---------- | ------- | ------ | ---- | ------------- | ------------- | ------------- | -------------------- | -------------------- | -------------------- | ------ | ------ |
| 1994/95 | Fiorentina | Serie A | 2      | 0    | IP            | 0             | 0             | -                    | 0                    | 0                    | 2      | 0      |
| 1995/96 | Fiorentina | Serie A | 2      | 0    | IP            | 1             | 0             | -                    | 0                    | 0                    | 3      | 0      |
| 1996/97 | Benátky    | Serie B | 27     | 0    | IP            | 0             | 0             | -                    | 0                    | 0                    | 27     | 0      |
| 1997/98 | Reggiana   | Serie B | 31     | 0    | IP            | 2             | 0             | -                    | 0                    | 0                    | 33     | 0      |
| 1998    | Inter      | Serie A | 0      | 0    | IP            | 1             | 0             | LM                   | 1                    | 0                    | 2      | 0      |
| 1998/99 | Cagliari   | Serie A | 18     | 0    | IP            | 0             | 0             | -                    | 0                    | 0                    | 18     | 0      |
| 1999/00 | Řím        | Serie A | 12     | 0    | IP            | 1             | 0             | UEFA                 | 2                    | 0                    | 15     | 0      |
| 2000/01 | Řím        | Serie A | 27     | 0    | IP            | 0             | 0             | UEFA                 | 3                    | 0                    | 30     | 0      |
| 2001/02 | Inter      | Serie A | 26     | 1    | IP            | 1             | 0             | UEFA                 | 6                    | 1                    | 33     | 2      |
| 2002/03 | Inter      | Serie A | 17     | 0    | IP            | 1             | 0             | LM                   | 6                    | 0                    | 24     | 0      |
| 2003/04 | Inter      | Serie A | 19     | 1    | IP            | 0             | 0             | LM+UEFA              | 5+5                  | 0                    | 29     | 1      |
| 2004/05 | Inter      | Serie A | 23     | 0    | IP            | 5             | 0             | LM                   | 7                    | 0                    | 35     | 0      |
| 2005/06 | Inter      | Serie A | 14     | 0    | IP+IS         | 5+0           | 0             | LM                   | 4                    | 0                    | 23     | 0      |
| 2006/07 | Juventus   | Serie B | 25     | 2    | IP            | 3             | 0             | -                    | 0                    | 0                    | 28     | 2      |
| 2007/08 | Juventus   | Serie A | 26     | 0    | IP            | 3             | 0             | -                    | 0                    | 0                    | 29     | 0      |
| 2008/09 | Juventus   | Serie A | 12     | 2    | IP            | 1             | 0             | LM                   | 1                    | 0                    | 14     | 2      |
| 2009/10 | Fiorentina | Serie A | 23     | 0    | IP            | 1             | 0             | LM                   | 7                    | 0                    | 31     | 0      |
| 2010/11 | Fiorentina | Serie A | 6      | 0    | IP            | 1             | 0             | -                    | 0                    | 0                    | 7      | 0      |
| 2011    | Brescia    | Serie A | 8      | 0    | -             | 0             | 0             | -                    | 0                    | 0                    | 8      | 0      |
| 2011/12 | Brescia    | Serie B | 0      | 0    | IP            | 0             | 0             | -                    | 0                    | 0                    | 0      | 0      |
| Celkově | Celkově    | Celkově | 322    | 6    | -             | 27            | 0             | -                    | 47                   | 1                    | 396    | 7      |

## Reprezentační kariéra
Za reprezentaci hrál již v mládežnických letech, ve výběrech do 18 a 21 let. Za seniorský tým odehrál 17 utkání a vstřelil jednu branku. První utkání odehrál 7. listopadu 2001 proti Japonsku (1:1). Byl povolán na MS 2002, kde odehrál tři zápasy. Také byl na ME 2004. Zde odehrál první utkání ve skupině a poté se již v reprezentačním dresu nepředstavil.

### Statistika na velkých turnajích
| Reprezentace | Rok     | Zápasy             | Zápasy | Zápasy      | Zápasy           | Zápasy           | Zápasy         |
| Reprezentace | Rok     | Fáze turnaje       | Datum  | Soupeř      | Odehraných minut | Vstřelené branky | Výsledek       |
| ------------ | ------- | ------------------ | ------ | ----------- | ---------------- | ---------------- | -------------- |
| Itálie       | OH 2000 | 1 zápas ve skupině | 13. 9. | Austrálie   | 32               | 0                | 1:0            |
| Itálie       | OH 2000 | 2 zápas ve skupině | 16. 9. | Honduras    | 90               | 0                | 3:1            |
| Itálie       | OH 2000 | 3 zápas ve skupině | 19. 9. | Nigérie     | 80               | 0                | 1:1            |
| Itálie       | MS 2002 | 2 zápas ve skupině | 8. 6.  | Chorvatsko  | 90               | 0                | 1:2            |
| Itálie       | MS 2002 | 3 zápas ve skupině | 13. 6. | Mexiko      | 90               | 0                | 1:1            |
| Itálie       | MS 2002 | Osmifinále         | 18. 6. | Jižní Korea | 120              | 0                | 1:2 v (prodl.) |
| Itálie       | ME 2004 | 1 zápas ve skupině | 14. 6. | Dánsko      | 57               | 0                | 0:0            |

## Úspěchy

### Klubové
- 2× vítěz 1. italské ligy (2000/01, 2005/06)
- 1× vítěz 2. italské ligy (2006/07)
- 3× vítěz italského poháru (1995/96, 2004/05, 2005/06)
- 1× vítěz italský superpohár (2005)

### Reprezentační
- 1× na MS (2002)
- 1× na ME (2004)
- 1× na OH (2000)
- 1× na ME 21 (2000 – zlato)